# Swinkels Family Brewers
Royal Swinkels Family Brewers (tidligere Bavaria Brewery) er en nederlandsk bryggerikoncern fra Lieshout, Noord-Brabant. De fremstiller øl, læskedrik og malt. Virksomheden har været ejet af Swinkels-familien igennem 7 generationer. De har datterselskaber i 12 lande og omsætter for 800 mio. euro.